# Daniel Viklund i Oviken
Johan Vilhelm Daniel Viklund (i riksdagen kallad Viklund i Oviken), född 5 januari 1877 i Oviken, död 23 juni 1966 i Östersund, var en svensk folkskollärare och politiker (liberal, senare socialdemokrat).
Daniel Viklund, som var son till en folkskollärare, verkade själv som folkskollärare och kantor i Mörsil, där han var kommunalnämndens ordförande 1935–1938. Han var även aktiv i IOGT.
Han var riksdagsledamot i andra kammaren för Jämtlands läns norra valkrets 1912–1914 för Frisinnade landsföreningens riksdagsparti Liberala samlingspartiet, men övergick sedan till socialdemokraterna och företrädde dem i samma valkrets 1918–1920. I riksdagen var han bland annat ledamot i andra kammarens första tillfälliga utskott vid lagtima riksmötet 1918. Han engagerade sig särskilt i landsbygdsfrågor, exempelvis för att upphäva förbudet mot rovdjursjakt med sax.
Daniel Viklund är begraven på Norra begravningsplatsen i Östersund.